# 毛尖
毛尖（1970年—），女，当代海派作家。浙江宁波人。

## 生平
早年就读于宁波效实中学。18岁时赴上海读大学。1992年，毕业于华东师范大学外语系，获学士学位。后毕业于华东师范大学中文系，获硕士。2002年，毕业于香港科技大学，获哲学博士学位。毛尖现于华东师范大学对外汉语系任教。并在《南方周末》、《万象》辟有专栏。

## 著作
- 《无声的黄昏——当前的文学与时代精神》（合著），(人民文学出版社，1996年)
- 《非常罪，非常美——毛尖電影筆記》，(廣西師範大學出版社，2003年；广西师范大学出版社，2010年增订版)
- 《當世界向右的時候》，(廣西師範大學出版社，2004年；上海三联书店，2012年)
- 《慢慢微笑》，(香港天地圖書有限公司，2004年；辽宁教育出版社，2005年)
- 《慢慢微笑——毛尖自選集》，(瀋陽遼寧教育出版社，2005年)
- 《上海摩登——一種新都市文化在中國》（譯著），李歐梵著，毛尖譯，(香港牛津大學出版社，2001年；北京大學出版社，2001年；上海三聯書店,2008年；人民文学出版社，2010年)
- 《沒有你不行，有你也不行——毛尖文化生活筆記》，(台灣遠流出版公司出版,2006年)
- 《亂來》，（文汇出版社，2009年；印刻文學，2010年）
- 《這些年》，（東方出版社，2010年）
- 《有一只老虎在浴室》，（香港牛津大学出版社，2012年）
- 《例外》，（广西师范大学出版社，2012年）